# Eccles (Frankrijk)
Eccles is een gemeente in het Franse Noorderdepartement (regio Hauts-de-France) en telt 104 inwoners (2009). De plaats maakt deel uit van het arrondissement Avesnes-sur-Helpe.

## Geografie
De oppervlakte van Eccles bedraagt 3,5 km², de bevolkingsdichtheid is dus 29,7 inwoners per km².
De onderstaande kaart toont de ligging van Eccles (Frankrijk) met de belangrijkste infrastructuur en aangrenzende gemeenten.

## Demografie
Onderstaande figuur toont het verloop van het inwonertal (bron: INSEE-tellingen).